# Малофеєв Анатолій Олександрович
Анато́лій Олекса́ндрович Малофе́єв (біл. Анатоль Аляксандравіч Малафееў; 14 травня 1933, Гомель, Білоруська РСР, СРСР — 19 січня 2022, Мінськ) — білоруський радянський партійний і державний діяч, 1-й секретар ЦК КП Білорусії. Член ЦК КПРС (1986—1991), член Політбюро ЦК КПРС (з 11 грудня 1990 по 23 серпня 1991). Депутат Верховної Ради Білоруської РСР, член Президії Верховної Ради БРСР У 1980–1985 роках. Депутат Верховної Ради СРСР 11-го скликання. Народний депутат СРСР (1989—1991). Голова Палати представників Національних зборів Республіки Білорусь (1996—2000).

## Біографія
Народився в родині службовців.
1949 року закінчив залізничне училище та з 1949 по 1950 рік працював слюсарем на Мінському вагоноремонтному заводі. У 1950—1952 роках — слюсар Гомельського вагоноремонтного заводу.
У 1952—1956 роках служив у ВМФ СРСР. Член КПРС з 1954 року.
У 1956—1962 роках — слюсар Гомельського вагоноремонтного заводу.
У 1962—1965 роках — інструктор, завідувач відділу Залізничного районного комітету КП Білорусії міста Гомеля.
У 1965—1966 роках — інструктор, у 1966—1970 роках — завідувач сектору Гомельського обласного комітету КП Білорусії.
1967 року закінчив Білоруський державний інститут народного господарства імені Куйбишева, за фахом економіст.
У 1970—1971 роках — інструктор ЦК КП Білорусії.
У 1971—1975 роках — 1-й секретар Мозирського міського комітету КП Білорусії Гомельської області.
1974 року заочно закінчив Вищу партійну школу при ЦК КПРС.
У 1975—1978 роках — секретар Гомельського обласного комітету КП Білорусії.
20 жовтня 1978 — 8 липня 1982 року — голова виконавчого комітету Гомельської обласної ради народних депутатів.
8 липня 1982 — 1 квітня 1985 року — перший секретар Гомельського обласного комітету Комуністичної партії Білорусії.
29 березня 1985 — 5 грудня 1990 року — перший секретар Мінського обласного комітету КП Білорусії.
Одночасно з квітня по грудень 1990 року — голова Мінської обласної ради народних депутатів.
30 листопада 1990 — 25 квітня 1993 року — перший секретар ЦК КП Білорусії. З 11 грудня 1990 по 23 серпня 1991 року —  член Політбюро ЦК КПРС. У серпні 1991 року підтримав ДКНС. Після поразки «серпневого заколоту 1991 року» залишався лідером ЦК КПБ у період зупинення діяльності партії на території Білорусії (до лютого 1993). У квітні 1993 року Компартія увійшла до складу Партії комуністів Білорусі (ПКБ).
У 1992—1996 роках — заступник начальника Головного управління з державних матеріальних резервів при Раді міністрів Республіки Білорусь.
У 1995—1996 роках — депутат Верховної Ради РБ. З 1996 року депутат Національних зборів Республіки Білорусь. У 1996—2000 роках займав посаду голови Палати представників. З 30 листопада 1996 по 21 листопада 2000 року — голова Палати представників Національних зборів Республіки Білорусь. За посадою був першим заступником голови Парламентських Зборів Союзу Білорусі та Росії (березень 1997 — лютий 2001), потім — заступник голови Парламентських Зборів.
Помер 19 січня 2022 на 89-му році життя. Похований на Східному цвинтарі Мінська.

## Нагороди та відзнаки
Нагороджений двома орденами Трудового Червоного Прапора, орденами Вітчизни II і III ступенів, орденом «Співдружність», Почесними грамотами Парламентського Зібрання Союзу Білорусі та Росії та Ради міністрів РБ. Почесний громадянин міста Гомеля.